# Der Dummkopf (1920)
Der Dummkopf (Originaltitel The Saphead) ist ein US-amerikanisches Filmdrama mit Komödienelementen von Herbert Blaché aus dem Jahr 1920, in dem Buster Keaton seinen ersten Auftritt in einem abendfüllenden Spielfilm absolvierte. Der Film wurde von der Metro Pictures Corporation, dem Vorläufer von Metro-Goldwyn-Mayer, produziert und basiert auf den Bühnenstücken The Henrietta von Bronson Howard und The New Henrietta von Victor Mapes und Winchell Smith.

## Handlung
Bertie Van Alstyne ist der Sohn des Wall-Street-Finanziers und Millionärs Nicholas Van Alstyne. Bertie hat sich in seine Adoptivschwester Agnes Gates verliebt, doch sein Vater besteht darauf, dass sein verwöhnter Sohn sich Arbeit sucht und etwas leistet, bevor er heiratet. Berties Schwester Rose ist mit Mark Turner verheiratet, einem betrügerischen Börsenspekulanten, der für Nicholas Van Alstyne arbeitet. Niemand weiß, dass Mark eine jahrelange Affäre mit Henrietta Reynolds pflegt, aus der eine Tochter hervorgegangen ist. Als Henrietta erkrankt, bittet sie Mark in einem Brief um Hilfe, der das Schriftstück jedoch ignoriert. 
Mit dem Geld seines Vaters kauft Bertie sich einen Platz an der Börse und macht Agnes einen Antrag. Die Hochzeit soll auf dem Anwesen der Van Alstynes stattfinden. Die Zeremonie wird von einer jungen Frau unterbrochen, die sich als Henriettas Tochter ausgibt und Rose Turner die Liebesbriefe ihrer mittlerweile verstorbenen Mutter an Mark zeigt. Mark leugnet jede Beziehung mit Henrietta und deren Tochter und schafft es tatsächlich, dass Bertie als Schuldiger dasteht. Zwischen Bertie und Agnes kommt es daraufhin nicht zu der geplanten Eheschließung. 
Nicholas Van Alstyne unternimmt eine Kreuzfahrt und überträgt Mark für diese Zeit die Geschäftsführung. Mark ahnt, dass die Wahrheit bald ans Licht kommen wird und veranlasst, dass alle Anteile, die Nicholas an der „Henrietta-Silbermine“ besitzt, billig auf dem Aktienmarkt angeboten werden. Er will diese sodann aufkaufen, um so das Unternehmen des Millionärs unter seine Kontrolle zu bringen. Auf dem Kreuzfahrtschiff liest Nicholas eine Schlagzeile über das ihm gehörende Aktienpaket. Er kann das Schiff verlassen und nach New York zurückkehren. Dort wird er jedoch damit konfrontiert, dass Mark alle Rücklagen aufgebraucht hat und er somit seine Anteile nicht zurückkaufen kann.
Bertie wundert sich, dass auf dem Aktienmarkt von den Maklern ständig „Henrietta“ gerufen wird. Ein Angestellter seines Vaters erklärt ihm, dass er verhindern könne, dass der Name dauernd gerufen werde, indem er zu dem Händler gehe, um ihm mitzuteilen, dass er kaufe. Ohne es zu wissen, rettet Bertie so das Unternehmen seines Vaters. Als Mark erkennt, dass sein Plan fehlgeschlagen ist, erleidet er einen tödlichen Herzinfarkt. Nicholas vergibt seinem Sohn und ist nun auch einverstanden, dass er sich mit Agnes vermählt. Ein Jahr später werden die beiden Eltern von Zwillingen.

## Produktion

### Hintergrund
1915 erschien die Komödie Das Lamm mit Douglas Fairbanks sr. in seinem Leinwanddebüt, die ebenfalls auf Bronsons Bühnenstück The Henrietta basierte. Nachdem Buster Keaton einen Vertrag mit Joe Schenck geschlossen hatte, der ihm seine eigene Reihe von Kurzfilm-Komödien ermöglichte, verschaffte Schenck ihm die Rolle des Bertie in seinem ersten Langfilm. Fairbanks selber schlug Keaton für die Rolle vor, da er anderweitig verpflichtet war.

### Veröffentlichung
Die Premiere des Films fand am 20. September 1920 statt. Im Deutschen Reich kam er noch im selben Jahr in die Kinos. Er wurde auch unter dem Titel Buster Keaton auf der Börse gezeigt. Im Vereinigten Königreich erschien er erstmals im November 1922, in Schweden Ende März 1923 und in Finnland Anfang Juli 1923. In Dänemark wurde er Ende April 1925 veröffentlicht. Im westdeutschen Fernsehen war er erstmals am 20. September 1975 zu sehen. In Italien erschien am 25. August 2020 eine restaurierte Version. Veröffentlicht wurde der Film zudem in Brasilien, in der Tschechischen Republik, in Frankreich, Ungarn, im Iran, in Japan, Russland, in der Slowakei und in Spanien. Der Arbeitstitel des Films lautete The New Henrietta.

## Rezeption

### Kritik
Der Filmkritiken-Aggregator Rotten Tomatoes hat in einer Auswertung von sieben Kritiken eine Zustimmungsrate von 57 Prozent errechnet. Das Publikumsergebnis hat sich bei 48 Prozent positiver Bewertungen eingependelt.
Das Lexikon des internationalen Films schrieb: „Trotz Mitwirkung des später berühmten Komikers nur gelegentlich auf der Höhe von dessen Eigenproduktionen.“
Nora Sayre von der New York Times schrieb nach einer Wiederaufführung des Films nach über 50 Jahren, der Film sei ein ziemlich geradliniges, gelegentlich etwas schleppendes Melodram, mit einigen auserlesenen Momenten mit Buster Keaton.
Sarah Morgan freute sich im On Magazine über die Rückkehr des alten Steingesichts. Keaton sei beeindruckend wie immer, auch wenn der Film nicht zu seinen bewährtesten zähle.
Der Kritiker des TV Guide sah eine atypische aber amüsante Geschichte. Der Film an sich sei nicht besonders gut, sondern langsam, melodramatisch, theatralisch und gekünstelt. Faszinierend und interessant sei er vom historischen Gesichtspunkt her als Beispiel für Keatons frühe Leinwandpersönlichkeit.
Die zeitgenössische Kritik war gemischt. So schrieb Ruth Boyle in der  New York Daily News, Buster Keaton mache aus dem Film eine angenehme Ablenkung.
Harriette Underhill hingegen notierte in der New York Tribune, der Titel sei zu mild als Beiname. Doch Crane und Keaton würden in der Lage sein, dies vergessen zu machen.

### Auszeichnung
Der Film wurde 2013 in der Kategorie „Beste DVD/Blu-Ray Collection“ (als Teil der Ausgabe The Ultimate Buster Keaton Blu-Ray Collection) für einen Saturn Award nominiert.